# Hochstetter Peak
Der Hochstetter Peak (englisch; bulgarisch връх Хохщетер wrach Chochschteter) ist ein über 1000 m hoher und teilweise vereister Berg im Grahamland auf der Antarktischen Halbinsel. Auf der Trinity-Halbinsel ragt er 6,83 km westsüdwestlich des Kukuryak Bluff, 10,82 km nordwestlich des Levassor-Nunataks und 2,69 km nördlich bis östlich des Smin Peak aus den südöstlichen Ausläufern des Louis-Philippe-Plateaus auf. Der Cugnot-Piedmont-Gletscher liegt östlich von ihm.
Deutsche und britische Wissenschaftler nahmen 1996 seine Kartierung vor. Die bulgarische Kommission für Antarktische Geographische Namen benannte ihn 2010 nach dem deutsch-österreichischen Geologen Ferdinand von Hochstetter (1829–1884), der in Bulgarien, anderen europäischen Ländern und in Neuseeland tätig war.